# Wappen der Elfenbeinküste
Das Wappen der Elfenbeinküste wurde in seiner aktuellen Form 2001 angenommen.

## Beschreibung
Das komplett in Gold gehaltene Wappen zeigt in seinem Zentrum einen Schild mit dem nach heraldisch rechts gewandten Kopf eines Elefanten. Der Elefant ist untrennbar mit der Symbolik des Landes verbunden, da er das größte im Land vorkommende Tier ist und der Name des Landes vom Elfenbein des Stoßzahns des Elefanten hergeleitet ist.
Über dem Schild geht eine Sonne auf, Symbol eines neuen Anfangs.
Beseitet ist der Schild von zwei Palmen.
Unterhalb des Schilds befindet sich ein Spruchband, das den amtlichen Namen des Landes in Französisch zeigt:
Republique de Côte d'Ivoire
(Republik Elfenbeinküste)

## Geschichte

Wappen von 1964–2000

Das vorhergehende Wappen wurde per Dekret am 26. Juni 1964 festgelegt.
Im ersten Wappen aus dem Jahr 1960 lag der silberne Elefantenkopf auf blauem Grund. Dieser Hintergrund wurde 1964 in Grün geändert, um eine bessere Übereinstimmung mit der Nationalflagge zu erhalten.